# Obi-Wan Kenobi (Fernsehserie)
Obi-Wan Kenobi, auch Star Wars: Obi-Wan Kenobi ist eine US-amerikanische Miniserie von Deborah Chow und erschien ab dem 27. Mai 2022 auf Disney+. Die Serie ist Teil des Star-Wars-Franchise von George Lucas, und knüpft an die Ereignisse des Kinofilms Star Wars: Episode III – Die Rache der Sith (2005) an.
Produziert wurde die Serie von Kathleen Kennedy, Hossein Amini und Ewan McGregor, der auch die titelgebende Hauptrolle spielt, welche er von 1999 bis 2005 bereits in der Prequel-Trilogie der neunteiligen Skywalker-Saga verkörpert hatte.

## Handlung
Nach der Machtübernahme des Galaktischen Imperiums unter Imperator Palpatine und der Vernichtung des Jedi-Ordens durch die Order 66 lebt der Jedi-Meister Obi-Wan Kenobi unter seinem Decknamen Ben im Exil auf dem Wüstenplaneten Tatooine. Dort wacht er über den jungen Luke Skywalker, den Sohn seines einstigen Schülers Anakin, nunmehr bekannt als dunkler Sith-Lord Darth Vader.
Als Obi-Wan Kenobi eines Tages ins Visier der Inquisitoren (Jedi jagende Agenten des Imperiums unter dem Befehl von Darth Vader) gerät und die junge Prinzessin Leia von ihrem Heimatplaneten Alderaan entführt wird, ist Kenobi erstmals dazu gezwungen, sein Versteck zu verlassen, um Leia zu befreien und sich erneut seinem ehemaligen Schüler entgegenzustellen.

## Einordnung in dasStar-Wars-Universum

### Chronologie
Die Serie setzt zeitlich zehn Jahre nach Die Rache der Sith (2005), und somit neun Jahre vor der Handlung von Krieg der Sterne (1977) an. In Rückblenden spielen einige Szenen mitunter während Die Rache der Sith sowie auch in Teilen vor Angriff der Klonkrieger (2002). 
Zeitleiste der Filme und Serien im Star-Wars-Universum
| Die dunkle Bedrohung |                                   |                   |                                    |                   |                                   |                   |                         | I             |                                |               |                          |               |                          |                          |                          |                          |                          |                          |                          |                         |                         |                         |                         |                         |                         |                         |                         |                   |                   |                   |                         |                         |                         |                         |
| Angriff der Klonkrieger |                                   |                   |                                    |                   |                                   |                   |                         |               |                                | II            |                          |               |                          |                          |                          |                          |                          |                          |                          |                         |                         |                         |                         |                         |                         |                         |                         |                   |                   |                   |                         |                         |                         |                         |
| Die Rache der Sith |                                   |                   |                                    |                   |                                   |                   |                         |               |                                |               |                          | III           |                          |                          |                          |                          |                          |                          |                          |                         |                         |                         |                         |                         |                         |                         |                         |                   |                   |                   |                         |                         |                         |                         |
| Krieg der Sterne |                                   |                   |                                    |                   |                                   |                   |                         |               |                                |               |                          |               |                          |                          |                          |                          |                          |                          |                          |                         |                         | IV                      | IV                      |                         |                         |                         |                         |                   |                   |                   |                         |                         |                         |                         |
| Das Imperium schlägt zurück |                                   |                   |                                    |                   |                                   |                   |                         |               |                                |               |                          |               |                          |                          |                          |                          |                          |                          |                          |                         |                         |                         |                         |                         | V                       |                         |                         |                   |                   |                   |                         |                         |                         |                         |
| Die Rückkehr der Jedi-Ritter |                                   |                   |                                    |                   |                                   |                   |                         |               |                                |               |                          |               |                          |                          |                          |                          |                          |                          |                          |                         |                         |                         |                         |                         |                         | VI                      |                         |                   |                   |                   |                         |                         |                         |                         |
| Das Erwachen der Macht |                                   |                   |                                    |                   |                                   |                   |                         |               |                                |               |                          |               |                          |                          |                          |                          |                          |                          |                          |                         |                         |                         |                         |                         |                         |                         |                         |                   |                   |                   |                         | VII                     |                         |                         |
| Die letzten Jedi |                                   |                   |                                    |                   |                                   |                   |                         |               |                                |               |                          |               |                          |                          |                          |                          |                          |                          |                          |                         |                         |                         |                         |                         |                         |                         |                         |                   |                   |                   |                         |                         | VIII                    |                         |
| Der Aufstieg Skywalkers |                                   |                   |                                    |                   |                                   |                   |                         |               |                                |               |                          |               |                          |                          |                          |                          |                          |                          |                          |                         |                         |                         |                         |                         |                         |                         |                         |                   |                   |                   |                         |                         |                         | IX                      |
| Rogue One |                                   |                   |                                    |                   |                                   |                   |                         |               |                                |               |                          |               |                          |                          | a)                       |                          |                          |                          |                          |                         | R1                      |                         |                         |                         |                         |                         |                         |                   |                   |                   |                         |                         |                         |                         |
| Solo |                                   |                   |                                    |                   |                                   |                   |                         |               |                                |               |                          |               |                          |                          | a)                       |                          | S                        |                          |                          |                         |                         |                         |                         |                         |                         |                         |                         |                   |                   |                   |                         |                         |                         |                         |
| Die Abenteuer der jungen Jedi | YJA                               |                   |                                    |                   |                                   |                   |                         |               |                                |               |                          |               |                          |                          |                          |                          |                          |                          |                          |                         |                         |                         |                         |                         |                         |                         |                         |                   |                   |                   |                         |                         |                         |                         |
| The Clone Wars (+ Kinofilm) |                                   |                   |                                    |                   |                                   |                   |                         |               |                                | TCW           | TCW                      | TCW           |                          |                          |                          |                          |                          |                          |                          |                         |                         |                         |                         |                         |                         |                         |                         |                   |                   |                   |                         |                         |                         |                         |
| The Bad Batch |                                   |                   |                                    |                   |                                   |                   |                         |               |                                |               |                          | TBB           | TBB                      |                          |                          |                          |                          |                          |                          |                         |                         |                         |                         |                         |                         |                         |                         |                   |                   |                   |                         |                         |                         |                         |
| Rebels |                                   |                   |                                    |                   |                                   |                   |                         |               |                                |               |                          |               |                          |                          |                          |                          |                          |                          |                          | Rebels                  | Rebels                  |                         |                         |                         |                         |                         | b)                      |                   |                   |                   |                         |                         |                         |                         |
| Resistance |                                   |                   |                                    |                   |                                   |                   |                         |               |                                |               |                          |               |                          |                          |                          |                          |                          |                          |                          |                         |                         |                         |                         |                         |                         |                         |                         |                   |                   |                   | Resistance              | Resistance              | Resistance              | Resistance              |
| The Acolyte |                                   |                   | c)                                 |                   | TA                                |                   |                         |               |                                |               |                          |               |                          |                          |                          |                          |                          |                          |                          |                         |                         |                         |                         |                         |                         |                         |                         |                   |                   |                   |                         |                         |                         |                         |
| Obi-Wan-Kenobi |                                   |                   |                                    |                   |                                   |                   |                         |               |                                |               |                          |               |                          |                          |                          |                          |                          | K                        |                          |                         |                         |                         |                         |                         |                         |                         |                         |                   |                   |                   |                         |                         |                         |                         |
| Andor |                                   |                   |                                    |                   |                                   |                   |                         |               |                                |               |                          |               |                          |                          |                          |                          |                          |                          |                          | Andor                   | Andor                   |                         |                         |                         |                         |                         |                         |                   |                   |                   |                         |                         |                         |                         |
| The Mandalorian |                                   |                   |                                    |                   |                                   |                   |                         |               |                                |               |                          |               |                          |                          |                          |                          |                          |                          |                          |                         |                         |                         |                         |                         |                         |                         |                         |                   | M                 |                   |                         |                         |                         |                         |
| Das Buch von Boba Fett |                                   |                   |                                    |                   |                                   |                   |                         |               |                                |               |                          |               |                          |                          |                          |                          |                          |                          |                          |                         |                         |                         |                         |                         |                         | c)                      | c)                      |                   | BF                |                   |                         |                         |                         |                         |
| Ahsoka |                                   |                   |                                    |                   |                                   |                   |                         |               |                                |               |                          |               |                          |                          |                          |                          |                          |                          |                          |                         |                         |                         |                         |                         |                         |                         |                         |                   | A                 |                   |                         |                         |                         |                         |
| Skeleton Crew |                                   |                   |                                    |                   |                                   |                   |                         |               |                                |               |                          |               |                          |                          |                          |                          |                          |                          |                          |                         |                         |                         |                         |                         |                         |                         |                         |                   | SC                |                   |                         |                         |                         |                         |
| Ära | Die Hohe Republik                 | Die Hohe Republik | Die Hohe Republik                  | Die Hohe Republik | Die Hohe Republik                 | Die Hohe Republik | Fall der Jedi           | Fall der Jedi | Fall der Jedi                  | Fall der Jedi | Fall der Jedi            | Fall der Jedi | Herrschaft des Imperiums | Herrschaft des Imperiums | Herrschaft des Imperiums | Herrschaft des Imperiums | Herrschaft des Imperiums | Herrschaft des Imperiums | Herrschaft des Imperiums | Zeitalter der Rebellion | Zeitalter der Rebellion | Zeitalter der Rebellion | Zeitalter der Rebellion | Zeitalter der Rebellion | Zeitalter der Rebellion | Zeitalter der Rebellion | Zeitalter der Rebellion | Die Neue Republik | Die Neue Republik | Die Neue Republik | Aufstieg der 1. Ordnung | Aufstieg der 1. Ordnung | Aufstieg der 1. Ordnung | Aufstieg der 1. Ordnung |
| \| \| Prequel-Trilogie (Episoden I–III) \| \| Original-Trilogie (Episoden IV–VI) \| \| Sequel-Trilogie (Episoden VII–IX) \| \| A-Star-Wars-Story-Filme \| \| (kanonische) Animations-Serien \| \| (kanonische) Real-Serien \| |                                   |                   |                                    |                   |                                   |                   |                         |               |                                |               |                          |               |                          |                          |                          |                          |                          |                          |                          |                         |                         |                         |                         |                         |                         |                         |                         |                   |                   |                   |                         |                         |                         |                         |
| Die Folgen der Serien Die Mächte des Schicksals und Geschichten der Jedi spielen jeweils zu unterschiedlichen Zeitpunkten, sodass eine Auflistung in der Tabelle nicht sinnvoll möglich ist. Ebenfalls nicht aufgelistet sind Miniserien, Kurzgeschichten, Comics, Bücher und andere Begleitwerke des offiziellen Star-Wars-Kanons sowie der Themenpark Star Wars: Galaxy’s Edge (zwischen VIII und IX). Zur schematischen Einordnung der Handlungen wird die fiktive Zeitrechnung des Star-Wars-Universums verwendet. Diese unterscheidet zwischen den Jahren vor der Schlacht von Yavin (VSY) und nach der Schlacht von Yavin (NSY). Die Schlacht von Yavin IV bildet das Ende von Krieg der Sterne (1977), bei dem Luke Skywalker und die Rebellenallianz den ersten Todesstern zerstören. |                                   |                   |                                    |                   |                                   |                   |                         |               |                                |               |                          |               |                          |                          |                          |                          |                          |                          |                          |                         |                         |                         |                         |                         |                         |                         |                         |                   |                   |                   |                         |                         |                         |                         |
| a) Prolog, b) Epilog, c) Rückblenden |                                   |                   |                                    |                   |                                   |                   |                         |               |                                |               |                          |               |                          |                          |                          |                          |                          |                          |                          |                         |                         |                         |                         |                         |                         |                         |                         |                   |                   |                   |                         |                         |                         |                         |
| | Prequel-Trilogie (Episoden I–III) |                   | Original-Trilogie (Episoden IV–VI) |                   | Sequel-Trilogie (Episoden VII–IX) |                   | A-Star-Wars-Story-Filme |               | (kanonische) Animations-Serien |               | (kanonische) Real-Serien |               |                          |                          |                          |                          |                          |                          |                          |                         |                         |                         |                         |                         |                         |                         |                         |                   |                   |                   |                         |                         |                         |                         |

## Produktion

### Entstehungsgeschichte
Bereits im August 2017 kursierten Gerüchte und Spekulationen im Internet, dass Lucasfilm an einem Spin-off-Film über den Jedi-Meister Obi-Wan Kenobi arbeite. Regie und Drehbuch sollte hierbei der britische Film- und Theaterregisseur Stephen Daldry übernehmen. Offiziell bestätigt wurde die Arbeit an diesem Projekt jedoch nie und erst im Mai 2018 wurde laut der Boulevardzeitschrift TMZ die Vorproduktion an einem Obi-Wan-Kenobi-Film begonnen, die unter der Regie Daldrys stattfinden sollte. Als Arbeitstitel wurde Joshua Tree angegeben und inhaltlich sollte sich der Film um Obi-Wan drehen, der aus seinem Versteck hervor kommen muss, um den jugendlichen Luke Skywalker zu beschützen. Als auftretende Figuren waren unter anderem die einheimischen Sandleute, auch Tusken-Räuber genannt, und als Antagonist ein feindlich gesinnter Warlord angedacht. In einer Umfrage des Hollywood Reporters war das Projekt unter Filmfans und Zuschauern kurzzeitig der meisterwartete Spin-off-Film. Nach dem aus Sicht von Lucasfilm enttäuschenden finanziellen Zahlen von Solo: A Star Wars Story (2018) wurde das Projekt jedoch infrage gestellt. Mit der Entscheidung des damals amtierenden Disney-Chefs Bob Iger, eine eigene Streaming-Plattform in direkter Konkurrenz zu Netflix aufzubauen, eröffnete sich die Möglichkeit, den geplanten Film stattdessen als Serie umzusetzen.
Am 15. August 2019 wurde von Lucasfilm schließlich offiziell bestätigt, dass das Projekt als Serie umgesetzt werden würde, und etwa eine Woche später auf der D23-Expo, einem zweijährlichen Treffen des offiziellen Fanklubs der Walt Disney Company, verkündete Ewan McGregor schließlich nach vier Jahren der Geheimhaltung, dass er in seine alte Rolle als Obi-Wan Kenobi zurückkehren werde.

### Produktion
Kurz nach der Bekanntgabe auf der D23-Expo gab Lucasfilm-Präsidentin Kathleen Kennedy an, dass der Schreibprozess der Serie bereits abgeschlossen sei. Jedoch wurden kurze Zeit später doch noch einige Änderungen an den Drehbüchern vorgenommen. Der zunächst anvisierte Produktionsstart im Sommer 2020 konnte aufgrund der COVID-19-Pandemie nicht eingehalten werden. Kennedy zeigte sich unzufrieden mit den von Hossein Amini ursprünglich als Kinofilm konzipierten Drehbüchern und stoppte im Januar 2020 zunächst die Produktion und verschob den geplanten Beginn der Dreharbeiten auf den Januar des Folgejahres. Als neuer Drehbuchautor wurde Joby Harold engagiert, der zuletzt das Drehbuch von King Arthur: Legend of the Sword (2017) geschrieben hatte und sonst hauptsächlich als Filmproduzent tätig gewesen war. Als Regisseurin wurde darüber hinaus Deborah Chow verpflichtet, die zuvor bereits zwei Folgen von The Mandalorian als Regisseurin inszeniert hatte. Harold und Chow verwarfen viele der zuvor entwickelten Ideen für das Projekt grundlegend und setzten die zeitliche Einordnung der Handlung in die Geschichte der neun Hauptfilme neu fest. Als Produzenten und ausführende Produzenten kamen mitunter Hossein Amini, Hauptdarsteller Ewan McGregor selbst und Michelle Rejwan, die bereits Star Wars: Der Aufstieg Skywalkers (2019) mitproduziert hatte, dazu.

### Dreharbeiten und visuelle Effekte
Anfang 2021 gab Hauptdarsteller und Produzent Ewan McGregor bekannt, dass während der Produktion bzw. der Dreharbeiten der Serie – ähnlich wie schon zuvor bei The Mandalorian, welche diese Form des Filmemachens revolutionierte – möglicherweise auch StageCraft-Technologie zum Einsatz kommen werde: Eine von der Visual-Effects-Firma Industrial Light & Magic (ILM) eigens entwickelte Technik, die die herkömmliche Anwendung der Greenscreen-Technik ersetzt, und es ermöglicht, vor Ort an digitalen Sets drehen zu können.
Die Dreharbeiten zu Obi-Wan Kenobi begannen im April 2021. Nach den Aussagen von Ewan McGregor im Rahmen der Emmy-Verleihung im September 2021 war die Serie zu diesem Zeitpunkt bereits abgedreht und nun in der Postproduktion.
Begleitend zur Serie erschien am Disney+-Tag, am 8. September 2022, mit Obi-Wan Kenobi: Die Rückkehr eines Jedi ein etwa einstündiger Dokumentarfilm über die Entstehung und Dreharbeiten der Serie.

### Musik
Die Musik der Serie übernahm erstmals die britische Komponistin Natalie Holt, wohingegen John Williams, der die Musik aller übrigen Star-Wars-Filme der Hauptreihe komponiert hatte, das Thema für die Figur Obi-Wan Kenobi beisteuerte. Ergänzend fungierte auch William Ross als Komponist.

## Besetzung und Synchronisation

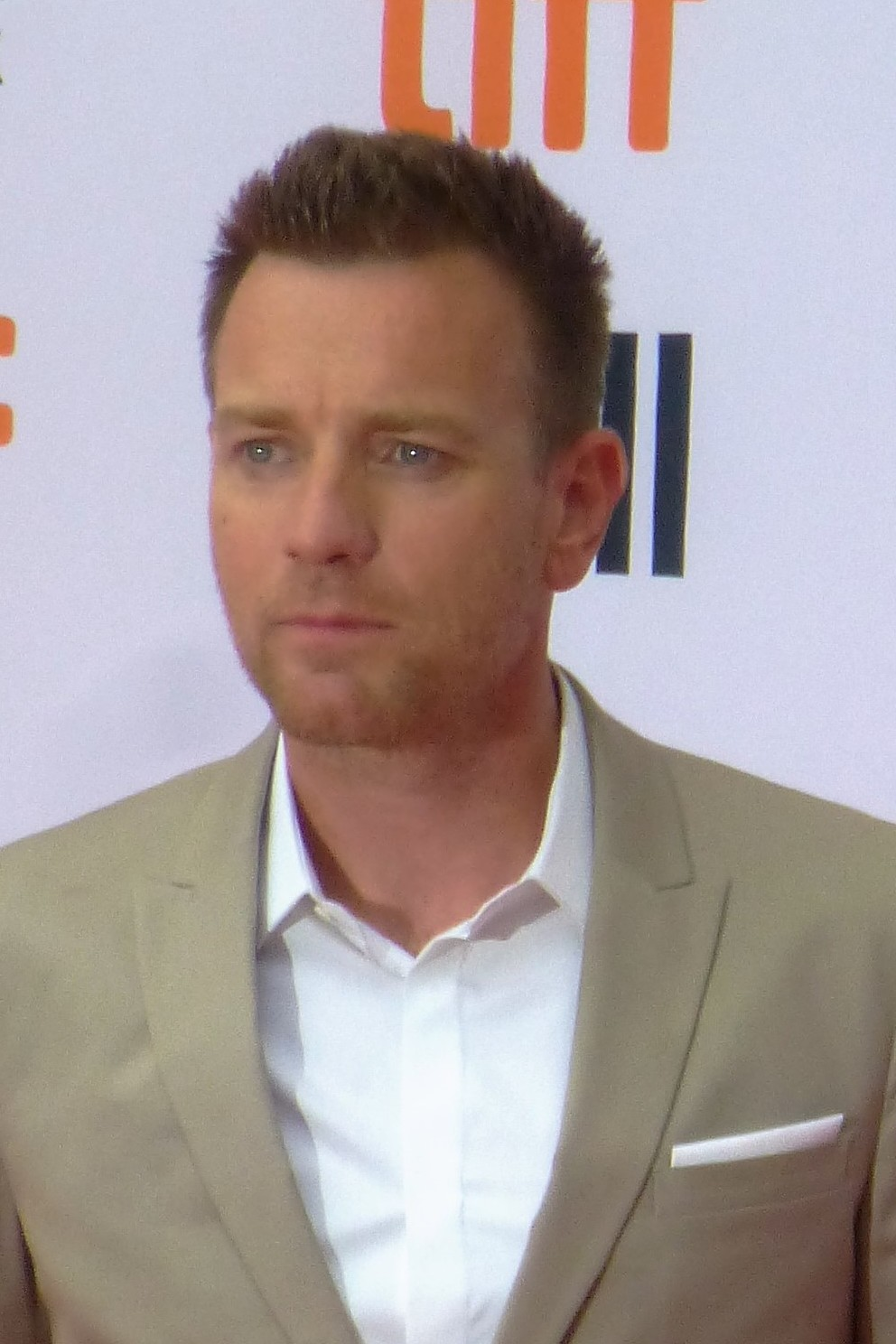
Hauptdarsteller Ewan McGregor, 2016

In der Hauptrolle ist Ewan McGregor als namensgebender Obi-Wan Kenobi zu sehen, der die Rolle erstmals wieder nach 17 Jahren nach Die Rache der Sith verkörperte. Hayden Christensen spielt dessen Widersacher Darth Vader, ehemals Anakin Skywalker, wobei James Earl Jones in der Originalfassung wieder als Stimme der Figur fungiert.
Weitere Nebendarsteller umfassen unter anderem Rupert Friend als Großinquisitor und Sung Kang als Fünfter Bruder, welche in der Serie nach ihren vorigen Auftritten in der Animationsserie Star Wars Rebels erstmals ihr Live-Action-Debüt feierten, sowie Moses Ingram als Reva Sevander alias Dritte Schwester, Rya Kihlstedt als Vierte Schwester, Kumail Nanjiani als Haja Estree, Flea als Vect Nokru, O’Shea Jackson junior als Kawlan Roken und Indira Varma als Tala Durith.
Zudem sind Vivien Lyra Blair und Grant Feely als junge Leia Organa bzw. junger Luke Skywalker zu sehen, während Joel Edgerton, Bonnie Piesse und Jimmy Smits wieder Owen Lars, Beru Lars und Senator Bail Organa verkörpern. Des Weiteren treten Liam Neeson und Ian McDiarmid erneut als Qui-Gon Jinn und Imperator Palpatine auf. Temuera Morrison tritt in der zweiten Folge der Serie als ein obdachloser Klonkrieger-Veteran auf. 
Die deutschsprachige Synchronfassung entstand bei der FFS Film- & Fernseh-Synchron GmbH in München nach den Dialogbüchern von Nathan Bechhofer und unter der Dialogregie von Patrick Roche und Solveig Duda. Philipp Moog, Norman Matt, Sonja Spuhl, Tom Vogt sowie Wanja Gerick und Friedhelm Ptok vertonen erneut ihre jeweiligen Rollen aus der Prequel-Trilogie, während Matti Klemm jene aus der Animationsserie übernahm. Als Sprecher von Darth Vader wurde nach Rogue One und Episode IX wieder Martin Kautz verpflichtet. Allerdings wurden Hans-Jürgen Dittberner in der Rolle des Großinquisitors und Wolfgang Ziffer in der Rolle des C-3PO durch Alexander Brem und Joachim Tennstedt abgelöst; letzterer sprach die Figur ebenfalls in der Original- sowie der Sequel-Trilogie. Als Qui-Gon Jinn ist wie in Episode IX Bernd Vollbrecht zu hören, welcher dort den verstorbenen Bernd Rumpf ersetzte; dieser ist kurz in Form von Archivmaterial zu hören.
| Rollenname                          | Darsteller                                | Porträt | Hauptrolle (Episoden) | Nebenrolle (Episoden) | Gastrolle (Episoden) | Deutsche Synchronstimme        |
| ----------------------------------- | ----------------------------------------- | ------- | --------------------- | --------------------- | -------------------- | ------------------------------ |
| Obi-Wan „Ben“ Kenobi                | Ewan McGregor                             |         | 1.01–1.06             |                       |                      | Philipp Moog                   |
| Anakin Skywalker / Darth Vader      | Hayden Christensen                        |         | 1.03–1.06             | 1.02                  | 1.01 1               | Wanja Gerick                   |
| Anakin Skywalker / Darth Vader      | James Earl Jones (Stimme von Darth Vader) |         | 1.03–1.06             | 1.02                  | 1.01 1               | Martin Kautz                   |
| Prinzessin Leia Organa              | Vivien Lyra Blair                         |         |                       | 1.01–1.06             |                      | Zoe Durakovic                  |
| Reva Sevander / Dritte Schwester    | Moses Ingram                              |         |                       | 1.01–1.06             |                      | Pola Jane O’Mara               |
| Fünfter Bruder                      | Sung Kang                                 |         |                       | 1.01–1.04             |                      | Matti Klemm                    |
| Großinquisitor                      | Rupert Friend                             |         |                       | 1.01–1.02, 1.05–1.06  |                      | Alexander Brem                 |
| Vect Nokru                          | Flea                                      |         |                       | 1.01–1.02             |                      | Alexander Pelz                 |
| Senator Bail Organa                 | Jimmy Smits                               |         |                       | 1.01, 1.05–1.06       |                      | Tom Vogt                       |
| Königin Breha Organa                | Simone Kessell                            |         |                       | 1.01, 1.06            |                      | Natascha Geisler               |
| Owen Lars                           | Joel Edgerton                             |         |                       | 1.01, 1.06            |                      | Norman Matt                    |
| Beru Lars                           | Bonnie Piesse                             |         |                       | 1.01, 1.06            |                      | Sonja Spuhl                    |
| Nari                                | Benny Safdie                              |         |                       | 1.01                  |                      | Benjamin Krause                |
| Vierte Schwester / Lyn Rakish       | Rya Kihlstedt                             |         |                       | 1.02–1.04             |                      | Katja Amberger                 |
| Haja Estree                         | Kumail Nanjiani                           |         |                       | 1.02, 1.05–1.06       |                      | Marius Clarén                  |
| Tala Durith                         | Indira Varma                              |         |                       | 1.03–1.05             |                      | Claudia Lössl                  |
| Kawlan Roken                        | O’Shea Jackson junior                     |         |                       | 1.04–1.06             |                      | Leonard Hohm                   |
| Sully Stark                         | Maya Erskine                              |         |                       | 1.04–1.06             |                      | Carolin Hartmann               |
| Wade Resselian                      | Ryder McLaughlin                          |         |                       | 1.04                  |                      | Leonard Rosemann               |
| Imperator Palpatine / Darth Sidious | Ian McDiarmid                             |         |                       | 1.06                  | 1.01 1               | Friedhelm Ptok                 |
| Luke Skywalker                      | Grant Feely                               |         |                       |                       | 1.01, 1.05–1.06      | Matti Kortemeier               |
| Qui-Gon Jinn                        | Liam Neeson                               |         |                       |                       | 1.01 1, 1.06         | Bernd Vollbrecht Bernd Rumpf 1 |
| Jedi-Meisterin Minas Velti          | Ming Qiu                                  |         |                       |                       | 1.01                 | Stephanie Linss                |
| Teeka                               | Leilani Shiu                              |         |                       |                       | 1.01                 | – 2                            |
| Agira                               | Molly Miller                              |         |                       |                       | 1.01                 | Mia Durakovic                  |
| Herzog Kayo Organa                  | Gabe Fonseca                              |         |                       |                       | 1.01                 | Rene Oltmanns                  |
| Herzogin Celly Organa               | Roberta Sparta                            |         | – 2                   |                       | 1.01                 |                                |
| Cousin Niano Organa                 | Ian Inigo                                 |         | Andreas Hagl          |                       | 1.01                 |                                |
| C-3PO                               | Anthony Daniels                           |         |                       |                       | 1.01                 | Joachim Tennstedt              |
| Corran                              | Indie Desroches                           |         |                       |                       | 1.02, 1.05–1.06      | – 3                            |
| Corrans Mutter                      | Marisé Álvarez                            |         |                       |                       | 1.02, 1.05–1.06      | Shirin Lotze                   |
| Nax                                 | Temuera Morrison                          |         |                       |                       | 1.02                 | Martin Keßler                  |
| Tetha Grig                          | Esther-Rose McGregor                      |         |                       |                       | 1.02                 | Paulina Rümmelein              |
| 1-JAC                               | Chris Bartlett David W. Collins (Stimme)  |         | – 2                   |                       | 1.02                 |                                |
| NED-B                               | Dustin Ceithamer                          |         |                       |                       | 1.03–1.05            | – 3                            |
| Freck                               | Zach Braff (Stimme)                       |         |                       |                       | 1.03                 | Paul Sedlmeir                  |
| Captain der Devastator              | Crispian Belfrage                         |         |                       |                       | 1.05–1.06            | Manfred Trilling               |

## Episodenliste
Obi-Wan Kenobi wurde ab dem 27. Mai 2022 auf der Streaming-Plattform Disney+ im wöchentlichen Rhythmus veröffentlicht. Die Ausstrahlung begann mit den ersten beiden Folgen.
| Nr. | Deutscher Titel | Originaltitel | Erstveröffentlichung USA | Deutschsprachige Erstveröffentlichung (D/A/CH) | Regie        | Drehbuch                                       |
| --- | --------------- | ------------- | ------------------------ | ---------------------------------------------- | ------------ | ---------------------------------------------- |
| 1 | Teil I          | Part I        | 27. Mai 2022             | 27. Mai 2022                                   | Deborah Chow | Stuart Beattie und Hossein Amini               |
| In einer Rückblende werden eine Gruppe Jedi-Jünglinge und ihre Meisterin während der Order 66 von den Tötungskommandos der Klonkrieger unter dem Befehl des Imperators überrascht. Auf der Flucht müssen die Jünglinge mit ansehen, wie ihre Meisterin getötet wird. Zehn Jahre später setzt die Handlung auf Tatooine ein, wo die imperialen Inquisitoren in einer der Städte aufkreuzen, um dort einen vermeintlich versteckten Jedi zu jagen. Unter den drei Inquisitoren befindet sich auch die Dritte Schwester Reva Sevander, die sich gegen den Willen ihrer beiden Mitstreiter an der Suche nach dem exilierten Jedi-Meister Obi-Wan Kenobi festklammert. Dieser wohnt unterdes unter dem Decknamen Ben Kenobi im Verborgenen in einer Höhle auf Tatooine und verlebt einen tristen Alltag, während er des Öfteren nach dem jungen Luke Skywalker sieht. Dies lässt ihn oft mit Owen Lars, dessen Ziehvater, aneinandergeraten, der Obi-Wan von dem Jungen fernhalten möchte. In der Nacht plagen ihn jeden Tag Albträume von seinem Kampf gegen seinen einstigen Schüler Anakin Skywalker und dem Tod seines Meisters Qui-Gon Jinn, zu dem er mehrmals versucht über die Macht Kontakt aufzunehmen. Eines Tages wird Obi-Wan von dem, von den Inquisitoren gesuchten, Jedi Nari aufgesucht, der ihn um Hilfe bittet. Obi-Wan lehnt dies jedoch ab, um sich selbst zu schützen, woraufhin Nari verschwindet, jedoch am nächsten Tag in der Stadt öffentlich aufgeknüpft von den Inquisitoren zur Schau gestellt wird. Währenddessen wird auf dem Planeten Alderaan die junge und rebellische Leia Organa von einer Horde Kopfgeldjägern gefangen genommen, woraufhin ihr Ziehvater Bail Organa Obi-Wan darum bittet, seine Tochter zurückzuholen. Nach langem Hadern willigt dieser ein, gräbt sein im Sand verstecktes Lichtschwert aus und begibt sich auf die Suche nach Leia. |                 |               |                          |                                                |              |                                                |
| 2 | Teil II         | Part II       | 27. Mai 2022             | 27. Mai 2022                                   | Deborah Chow | Stuart Beattie und Hossein Amini               |
| Obi-Wan trifft auf dem Planeten Daiyu ein, wo er auf den Betrüger Haja Estree aufmerksam wird, der Flüchtigen vor dem Imperium vorgaukelt ein Jedi zu sein, und diese somit vermeintlich an sichere Hafen bringen kann. Mithilfe von Estree findet Obi-Wan das Versteck der Kopfgeldjäger, kann Leia befreien und begibt sich mit ihr auf die Flucht durch die Innenstadt des Planeten. Leia ist jedoch zunächst skeptisch und glaubt Obi-Wan nicht, dass dieser ein Freund ihres Vaters, geschweige denn ein Jedi sei. Als dieser sie jedoch durch das Nutzen der Macht vor einem Sturz von einem Hausdach rettet, gewinnt er das Vertrauen der Prinzessin. Unterdessen sind jedoch auch die Inquisitoren auf Daiyu eingetroffen, wo Reva Sevander erneut ihr Ziel nicht aus den Augen verliert, ganz zum Unmut des Großinquisitors, des Fünften Bruders sowie der Vierten Schwester, von denen sie abermals für ihr eigenbrötlerisches Handeln gerügt wird. Denn auch sie war es, die die Kopfgeldjäger anheuerte, um Leia Organa zu entführen, um Obi-Wan zu ihr zu locken. Mit erneuter Beihilfe von Estree, der offenbart, trotz seines falschen Spiels den Menschen stets wirklich bei einer reibungslosen Flucht geholfen zu haben, gelangen Obi-Wan und Leia zu einem Schiff, dass sie von Daiyu zu einem Kontaktmann Estrees bringen kann. Kurz vor ihrer Flucht spürt jedoch Reva den Jedi auf und offenbart diesem erstmals, dass Anakin, nun bekannt als Darth Vader, sein Duell mit Obi-Wan damals überlebte und nun auf der Suche nach ihm ist. Getroffen von dem Schock kann Obi-Wan in letzter Sekunde mit Leia fliehen, als der Großinquisitor Reva konfrontiert und sie ermahnt, ihre Jagd nach Obi-Wan und dessen Übergabe an Darth Vader ihm zu überlassen, woraufhin Reva den Großinquisitor augenscheinlich mit ihrem Lichtschwert ersticht. |                 |               |                          |                                                |              |                                                |
| 3 | Teil III        | Part III      | 1. Juni 2022             | 1. Juni 2022                                   | Deborah Chow | Stuart Beattie und Hossein Amini               |
| Nachdem Obi-Wan und Leia nur knapp die Flucht gelingt, wird Reva von Darth Vader von dessen Festung auf Mustafar aus kontaktiert und behauptet, dass Obi-Wan für den vermeintlichen Tod des Großinquisitors verantwortlich sei. Vader verspricht ihr bei Erfolg bei der Suche nach seinem alten Meister den Titel des Großinquisitors zu erhalten, weist sie jedoch auch darauf hin, dass sie bei Versagen ihr Leben verwirkt habe. Derweil erreichen die beiden Flüchtigen den Planeten Mapuzo, wo sie an ihrem Treffpunkt jedoch niemanden finden, woraufhin Obi-Wan vermutet, dass Estree sie hintergangen habe. Er und Leia kommen als Reisende getarnt vorzeitig bei einem imperialen Transporter unter, der sie ein Stück mitnimmt, von dessen Fahrer sie jedoch an das Imperium verraten werden. Nach einem kurzen Kampf gegen mehrere Sturmtruppler, trifft die augenscheinliche Offizierin Tala Durith ein, die wider Erwarten die restlichen Truppler besiegt und sich als Angehörige des geheimen Netzwerks der Pfad zur Rettung von überlebenden Jedi und deren Angehörigen offenbart. Im Geheimversteck des Netzwerks findet Obi-Wan unter anderem eine Nachricht von Quinlan Vos, einem bekannten Jedi aus den Klonkriegen. Dennoch erreichen schließlich die Inquisitoren und Darth Vader selbst den Planeten, wobei Obi-Wan Leia in die Obhut von Tala gibt und sich kurzerhand Vader stellt. Dieser duelliert sich mit seinem ehemaligen Meister und verwundet ihn schwer mit Feuer, doch Tala und dem Droiden NED-B gelingt es den Jedi zu retten. Indes spürt Reva Leia auf und nimmt diese gefangen. |                 |               |                          |                                                |              |                                                |
| 4 | Teil IV         | Part IV       | 8. Juni 2022             | 8. Juni 2022                                   | Deborah Chow | Joby Harold und Hannah Friedman                |
| Nach seiner Niederlage gegen Vader erholt sich Obi-Wan in einem Bacta-Tank, erkundigt sich jedoch schon nach kurzer Zeit nach Leia. Diese wird derweil in der Festung der Inquisitoren auf dem Mond Nur gefangen gehalten und von Reva bisher erfolglos verhört. Um Leia zu retten, bringt Roken, ein Verbündeter von Tala, sie und Obi-Wan in die Nähe der Festung, von wo sie sich über verschiedene Wege Zutritt verschaffen. In einem abgesicherten Bereich der Festung entdeckt der Jedi-Meister zudem mehrere Leichen von anderen Jedi, die in seltsamen Behältern aufbewahrt werden. Während Reva nun Tala konfrontiert, sie für eine Verräterin hält aber dennoch gehen lässt, schaltet Obi-Wan Leias Wachen aus und flieht mit ihr in den Hangar. Dort werden sie sowohl von Sturmtruppen als auch von den Inquisitoren umstellt, doch mehrere weitere Mitstreiter von Tala kommen ihnen in ihren Schiffen zur Hilfe und ermöglichen ihnen mit einem Angriff auf die Festung die Flucht, bei welcher einer der Piloten von Reva getötet wird. Nach dem Entkommen seiner Feinde, trifft Darth Vader wutentbrannt auf der Festung ein und will Reva für ihr Versagen endgültig rügen; diese erklärt ihm jedoch, dass sie einen Peilsender am Fluchtschiff angebracht habe, woraufhin sie das Vertrauen ihres Gebieters zurückgewinnt. Im Fluchtschiff beginnt der von Reva präparierte Droide von Leia, Lola, bedrohlich rot zu leuchten. |                 |               |                          |                                                |              |                                                |
| 5 | Teil V          | Part V        | 15. Juni 2022            | 15. Juni 2022                                  | Deborah Chow | Joby Harold und Andrew Stanton                 |
| In einer weiteren Rückblende trainieren Obi-Wan und sein Schüler Anakin Skywalker vor Beginn der Klonkriege, wobei der Jedi seinem Schüler die Lektion erteilt, dass Jedi Leben beschützen anstatt sie zu nehmen; sein Schüler erklärt jedoch, dass Gnade nicht den Feind besiegen würde. In der Gegenwart hat Darth Vader indes durch Revas Manipulation des Droiden das Versteck der Untergrundbewegung aufgespürt, befördert die Dritte Schwester zur Großinquisitorin und lässt sie die Einrichtung belagern. Um Zeit zu gewinnen, konfrontiert Obi-Wan Reva und kommt zu dem Schluss, dass sie als eine der wenigen Vaders wahre Identität kennt, weil sie einst eine der Jedi-Jünglinge während der Order 66 war, die Anakin Skywalkers Massaker im Jedi-Tempel überlebte. Es stellt sich heraus, dass Reva Darth Vader nicht dient, sondern seit jeher plant, diesen aus Rache zu vernichten; sie lehnt jedoch ein hilfsbereites Angebot von Obi-Wan zunächst ab. Die Anlage wird von den imperialen Truppen aufgebrochen und Tala opfert sich gemeinsam mit NED-B, um Obi-Wan zu retten. Als dieser erkennt, dass es keine Möglichkeit gibt zu gewinnen, kann er Reva davon überzeugen, sich endlich gegen ihren Gebieter zu stellen und diesen zu töten. In der Zwischenzeit gelingt es Leia, den Menschen der Untergrundbewegung samt Obi-Wan die Flucht aus der Anlage zu ermöglichen. Reva greift Darth Vader an, wird aber schnell überwältigt und von ihm mit ihrem eigenen Lichtschwert durchstochen und schwer verletzt. Vader offenbart, stets über Revas Untreue Bescheid gewusst zu haben, woraufhin auch der totgeglaubte Großinquisitor auftaucht und sie zum Sterben zurücklässt, während Vader versucht, mit der Macht das Fluchtschiff zu stoppen, jedoch das falsche erwischt. Während das Schiff mit Obi-Wan entkommt, findet Reva derweil dessen Transmitter und sieht eine Nachricht Bail Organas, die enthüllt, dass Leias Bruder sich auf Tatooine befindet und diese „sein Kind“ sei. |                 |               |                          |                                                |              |                                                |
| 6 | Teil VI         | Part VI       | 22. Juni 2022            | 22. Juni 2022                                  | Deborah Chow | Stuart Beattie, Joby Harold und Andrew Stanton |
| Während Reva auf Tatooine ankommt und nach Luke Skywalker sucht, verfolgt Vader Obi-Wan und die Mitglieder des Pfades mit seinem Sternenzerstörer. Als Obi-Wan erkennt, dass es keinen anderen Weg gibt, verabschiedet er sich von der Gruppe, damit sie entkommen können und verlässt sie. Auf einem nahegelegenen Planeten duellieren sich Meister und Schüler erneut, bis Obi-Wan den Helm seines Kontrahenten beschädigt und ihn zurücklässt, nachdem er akzeptiert, dass er nicht mehr gerettet werden kann. Derweil trifft Reva auf der Lars Farm ein, überwältigt Owen sowie Beru und folgt dem jungen Luke in die Wüste. Als jener dort bewusstlos wird, kann sie sich aufgrund ihrer eigenen traumatischen Erlebnisse während der Order 66 nicht überwinden ihn zu töten, und bringt ihn schließlich zu seiner Familie zurück; nach einer kurzen Unterredung mit Obi-Wan verabschiedet sie sich von diesem und verschwindet in die Wüste. In seiner Festung auf Mustafar versichert Darth Vader indes seinem Meister, Imperator Palpatine, erneut seine Loyalität und sein Vorhaben, nun noch erbarmungsloser gegen seine Feinde vorzugehen, doch dieser zweifelt an den Gefühlen seines Schülers und stellt dessen Urteilsvermögen in Bezug auf Vaders Beziehung zu Obi-Wan infrage. Zurück auf Alderaan hat Leia eine neue Entschlossenheit für ihre Pflichten als Prinzessin gefunden und ein zu Besuch kommender Obi-Wan versichert der Familie Organa, dass er helfen wird sofern er gebraucht wird, und verabschiedet sich von Leia. Nach seiner Rückkehr nach Tatooine versichert er Owen, dass er Luke erlauben wird, wie ein normaler Junge aufzuwachsen und darf ihn erstmals treffen. Nachdem er seinen inneren Frieden gefunden hat und sich von Owen verabschiedet, erscheint ihm in der Wüste endlich der Machtgeist von Qui-Gon Jinn. |                 |               |                          |                                                |              |                                                |

## Kritiken
„Auch wenn das neuerliche Lichtschwertduell zwischen Vader und Obi-Wan etwas in die Länge gezogen wirkt, so lässt die Choreographie hier keine Wünsche offen, was auch für die ergreifende finale Begegnung zwischen Obi-Wan und Anakin gilt.“

„Wie schon bei den beiden anderen Star-Wars-Serien zuvor ist auch Obi-Wan Kenobi filmisch eine ziemliche Freude. Nicht nur, weil Disney viel Geld dafür ausgegeben hat, um die visuellen Standards der letzten Kinotrilogie in etwa zu halten.“